# Дворец съездов (Рим)
Дворец съездов — место проведения мероприятий в Риме, Италия. Первоначально предназначалось для Всемирной выставки 1942 года, но строительство было остановлено из-за Второй мировой войны и завершено в 1954. В нём проводились состязания по фехтованию и современному пятиборью Летней Олимпиады 1960 года.